# Marydół (wieś w województwie wielkopolskim)
Marydół (niem. Marienthal) – wieś w Polsce położona w województwie wielkopolskim, w powiecie ostrzeszowskim, w gminie Ostrzeszów.
W latach 1975–1998 miejscowość administracyjnie należała do województwa kaliskiego.